# Second congrès de Rastatt
Pour les articles homonymes, voir Congrès (homonymie).

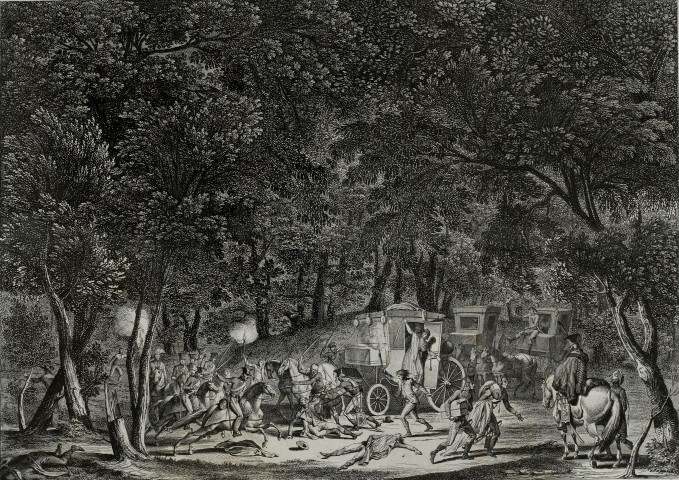
Gravure des plénipotentiaires assassinés dans la forêt,
(musée de la Révolution française).

Le congrès de Rastatt (orthographié Rastadt lors de la réunion) est une réunion diplomatique entre la jeune République française, la Prusse, le Saint-Empire et un certain nombre de princes allemands qui se tient de septembre 1797 à avril 1799. C’est l’une des très rares rencontres diplomatiques de l’Histoire où des ambassadeurs trouvent la mort.

## Buts et antécédents
Ce congrès dont la réunion eut lieu à Rastatt avait pour but de régler les désaccords concernant l'occupation de certaines régions d'Allemagne par la France, en particulier la rive gauche du Rhin, à la suite de la signature du traité de Campo-Formio. 
Le Directoire remit des instructions à ses agents diplomatiques, celles-ci attestaient son vœu à continuer sa politique de domination. On pouvait y lire : « Le traité de Campo-Formio n'est qu'un préliminaire ; il sera dépassé ; l'Empire sera bien forcé d'accepter de nouvelles modifications. »
De façon formelle l'Autriche mais aussi la Prusse avaient consenti mais confidentiellement à la présence de la France sur la rive gauche du Rhin. Mais il fallait obtenir l'approbation des différents membres du Saint-Empire. Il était prévu de dédommager les princes détenteurs de territoires par la sécularisation des principautés ecclésiastiques, le règlement de la guerre de Trente Ans servit de modèle.

## Déroulement du congrès
L'ouverture du congrès eut lieu le 10 septembre 1797, sans réunion préliminaire pour le préparer. Napoléon Bonaparte ne fit qu'un bref passage à Rastatt. Les personnes chargées de représenter la France furent :
- Antoine Bonnier d’Alco : conseiller à la cour des aides de Montpellier sous l'Ancien Régime ;  député de l'Hérault à l'Assemblée nationale législative puis à la Convention nationale où, lors du procès de Louis XVI, il vote la mort et rejette l'appel au peuple et le sursis à l'exécution de la peine ; membre du bureau diplomatique sous le Directoire.
- Jean Debry : il remplace Jean-Baptiste Trelhard initialement choisi mais désigné directeur ; conseiller président au grenier à sel de Vervins sous l'Ancien Régime ; député de l'Aisne à l'Assemblée nationale législative puis à la Convention nationale où, lors du procès de Louis XVI, il vote la mort et rejette l'appel au peuple et le sursis à l'exécution de la peine ; réélu au Conseil des Cinq-Cents sous le Directoire.
- Claude Roberjot : curé constitutionnel et député suppléant de Saône-et-Loire à la Convention nationale ; appelé à siéger en remplacement de Jean-Louis Carra ; il renonce à ses fonctions ecclésiastiques en brumaire an II (octobre 1793) ; réélu député au Conseil des Cinq-Cents sous le Directoire, il devient, en nivôse an VI (décembre 1797), ministre plénipotentiaire à La Haye.

Ces plénipotentiaires étaient vêtus selon la mode révolutionnaire de France ce qui dut offusquer les diplomates étrangers qui portaient encore perruques et culottes. Le futur chancelier d'Autriche Metternich, alors jeune diplomate, les a dépeints « comme calfeutrés dans leurs appartements et plus sauvages que des ours blancs ». Le plus surprenant furent les tractations auxquelles eurent recours les Français. Un des diplomates étrangers notait : « Le congrès ressemble à une Bourse du commerce. »  Le cabinet de Claude Roberjot était recouvert de cartes d'Allemagne ; tout était noté aux personnes qui venaient lui rendre visite, il dit : ce pays, cet évêché, cette abbaye, nous les donnons à un tel, cet autre à tel autre, et ainsi de suite.
Malgré tout la Prusse se montra modérée et l'Autriche aimable ce qui permit une première ébauche sur la limite du Rhin et les indemnités à accorder. 
Les changements dans le succès des armes, victoires françaises, puis défaites de Jourdan en Allemagne (fin 1798) entraînent une prolongation du congrès, jusqu'à ce que l'Autriche rompe les négociations en avril 1799. De leur côté, les ambassadeurs français continuaient de profiter de leur immunité diplomatique pour espionner les mouvements de troupes de leurs adversaires. Cette activité découverte, le 10 mars 1799, l’archiduc Charles ordonne aux Français de retourner en France.

## L'attentat contre les ambassadeurs français

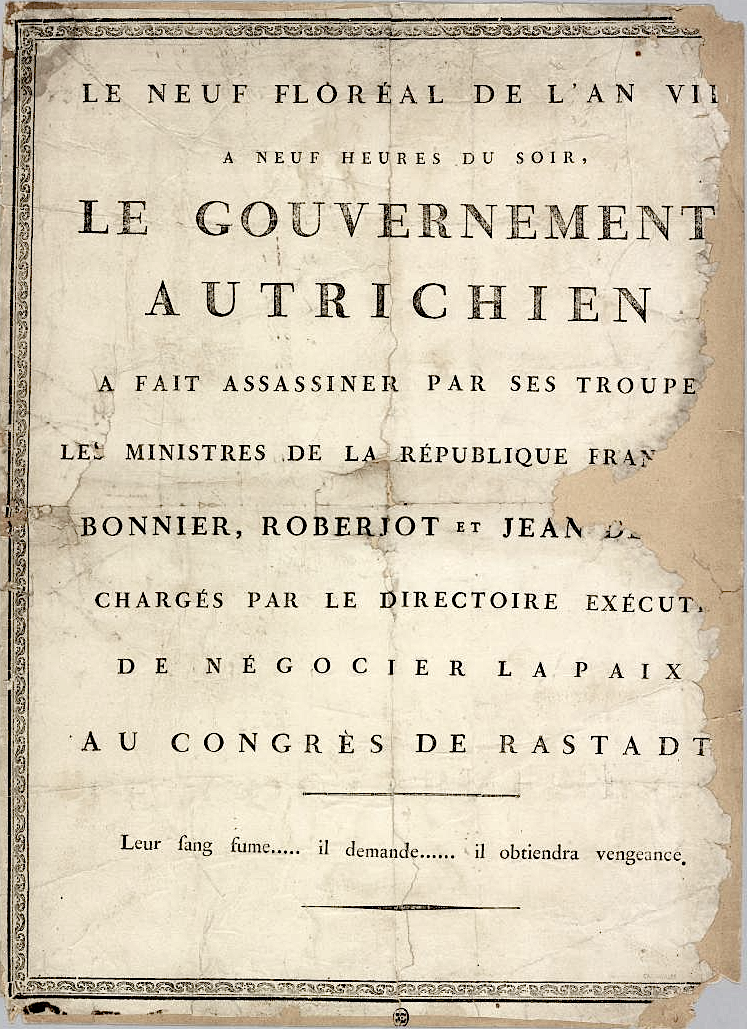
Affiche dénonçant l'assassinat des diplomates français (mai 1799).

Le 17, le colonel Joseph Barbaczy (de) commande à son régiment, les hussards de Szeckler d'ouvrir tout le courrier des diplomates français. Metternich quitte le congrès le 22 avril, avec tous les autres ambassadeurs, à l'exception des Français, dont le colonel Barbaczy refusa d'assurer la protection. Toutefois Talleyrand commanda à ses ministres de poursuivre leur espionnage.
Le 28, Barbaczy ordonna aux ambassadeurs français de partir dans les 24 heures. Les représentants français demandent alors une escorte, qui leur est refusée. Ils partent de nuit, mais il leur est interdit dans un premier temps de sortir de la ville. Une fois dans la campagne, ils sont attaqués par des hussards autrichiens : Roberjot et Bonnier d'Alco sont assassinés ; Debry et Rosenstiel (de) échappent par chance à l'attentat.
Leurs papiers sont apportés à l'archiduc Charles à Vienne, puis retournés à Strasbourg.
Dès le 29, Bonnier et Roberjot sont enterrés à Rastatt et le colonel Barbaczy promet de rechercher et d'arrêter les assassins. L'archiduc Charles institua le 1er mai une commission d'enquête qui s'établit à Villingen dans la Forêt-Noire sous la présidence du comte von Spock. Son enquête dura environ six mois ; son rapport secret fut envoyé à Vienne, où il s'est perdu.
Le colonel Barbaczy fut arrêté avec quelques soldats, puis remis en liberté peu après et promu major général. Les Prussiens accusèrent l'Autriche d'avoir ordonné le meurtre des deux représentants français. Une action pénale pour homicide et vol fut vite enterrée.
Soupçonné d'être à l'origine de l'assassinat, le général Johann Heinrich von Schmitt, chef d'état-major de l'archiduc Charles, donne sa démission en septembre 1800. 
Le congrès ne reprit pas à cause de la formation de la Deuxième Coalition.
Il apparaît que l'attentat a été ordonné par les Autrichiens, afin d'obtenir les papiers des ambassadeurs. Les hussards seraient allés plus loin que leurs ordres. Pour d'autres, l'assassinat aurait été commandité par des émigrés français, ou encore par le parti de la guerre en France.